# Ithaca (álbum)
Ithaca é o quinto álbum de estúdio da cantora e compositor americana Paula Cole. Ele teve um lançamento internacional em 21 de setembro de 2010 pela Decca Records. Ele foi gravado de fevereiro até o final de abril de 2010.
É o primeiro álbum inteiramente escrito por Cole (além de "Somethin' I’ve Gotta Say", que foi co-escrito com Kevin Barry) desde 1999, Amen. O álbum foi produzido por Cole e Chris Roberts, e foi co-produzido por Kevin Killen.

## Antecedentes
Após o fracasso comercial de seu álbum de 1999, Amen, Cole desintegrou-se com a Warner Bros. Records, desiludida com a indústria da música e da pressão dos executivos da gravadora para vender discos. Sem contrato com uma gravadora, Cole decidiu dar um tempo e foco na sua filha, Sky. "Eu precisava sair da roda de hamster gigante", diz Cole sobre sua carreira musical. "Eu queria encontrar algum outro significado à minha vida e parecia impossível combinar a maternidade com o negócio da música. Era como estar em um sinal de parada no caminho espiritual. Isso é o que inspirou Somethin' I’ve Gotta Say, "uma das canções mais antigas do álbum. Eu pensei que era feito com a carreira musical depois de ter Sky."
Vários anos depois, Cole foi atraída de volta ao registro de decisões por um amigo, Blood, Sweat & Tears' baterista da Bobby Colomby, que produziu a sua coragem coleção intimista, jazz com influências, que ela lançou em 2007, enquanto passar por um divórcio difícil, que aconteceu em 2008. Cole voltou para sua cidade natal, Rockport, Massachusetts, para escrever o que se tornou Ithaca .

## Alinhamento de faixas
| Edição padrão |                            |                         |         |  |
| N.º           | Título                     | Compositor(es)          | Duração |  |
| 1.            | "The Hard Way"             | Paula Cole              | 6:05    |  |
| 2.            | "Waiting on a Miracle"     | Paula Cole              | 5:03    |  |
| 3.            | "Music in Me"              | Paula Cole              | 4:02    |  |
| 4.            | "Elegy"                    | Paula Cole              | 4:50    |  |
| 5.            | "Come on Inside"           | Paula Cole              | 4:54    |  |
| 6.            | "P.R.E.N.U.P."             | Paula Cole              | 2:52    |  |
| 7.            | "Violet Eyes"              | Paula Cole              | 4:37    |  |
| 8.            | "Somethin' I’ve Gotta Say" | Paula Cole, Kevin Barry | 4:26    |  |
| 9.            | "Sex"                      | Paula Cole              | 8:10    |  |
| 10.           | "2 Lifetimes"              | Paula Cole              | 3:24    |  |

| Faixa bônus da edição do iTunes |                       |         |  |
| N.º                             | Título                | Duração |  |
| 13.                             | "Zinnias and Dahlias" | 4:08    |  |

| Faixa bônus da edição do Amazon.com |                 |         |  |
| N.º                                 | Título          | Duração |  |
| 13.                                 | "Second Chance" |         |  |

| Faixa bônus da Tour Edition |              |         |  |
| N.º                         | Título       | Duração |  |
| 13.                         | "Gypsy Road" |         |  |

## Promoção
Em apoio de Ithaca, Cole embarcou em uma turnê de promoção pelo Estados Unidos ao longo de outubro, novembro e dezembro de 2010.